# 瓦努阿圖足球總會
萬那杜足球總會是負責管理萬那杜國內的足球事務的組織，該組織成立於1934年，並於1988年加入國際足球協會和大洋洲足球協會。

## 外部連結
- （页面存档备份，存于） FIFA網站的介紹
- （页面存档备份，存于） 官方網頁